# Великовская, Дина Гарриевна
Ди́на Га́рриевна Велико́вская (род. 9 октября 1984, Долгопрудный, Московская область) — российский режиссёр анимации, специалист в области кукольной анимации, художник, сценарист. Лауреат Премии президента РФ для молодых деятелей культуры. Лауреат национальной кинематографической премии «Ника» за 2016 год. Трижды лауреат национальной анимационной премии «ИКАР». Призёр множества анимационных фестивалей. Член Американской киноакадемии. Замужем за немецким режиссёром Флорианом Гролигом, вместе с сыном живут в Берлине.

## Биография
Родилась 9 октября 1984 года в городе Долгопрудном Московской области в семье советских инженеров.
В девять лет поступила в детскую анимационную студию при ВГИКе, место, где создавались мультипликационные фильмы. Экстерном окончила школу. Для поступления во ВГИК на художественное отделение, требовалось наличие художественной школы. Великовская попробовала поступать в Московское государственное академическое художественное училище памяти 1905 года (ныне Московское академическое художественное училище) (МАХУ). Со второго раза поступила на театрально-декорационное отделение в МАХУ к мастеру Виктору Архипову на платной основе. За успешную учёбу была переведена на бесплатное обучение.

Великовская об учёбе в МАХУ:
Нас учили не просто декорации делать, там учили читать пьесы, разбирать драматургию, искать концепцию, образ, который выражает всё. И мне кажется, что это очень хороший навык был. Мы сами себя представляли режиссёрами, как бы мы разыграли этот спектакль. И нам никогда не нужно было думать, будут ли эти декорации когда-нибудь на сцене, можно ли их вообще воплотить. Это совершенно нам было не интересно. Мы их называли «Спектакли, которые не отбрасывают тени».
В 2003 году на втором курсе МАХУ родила сына Никиту. Отношения с мужем не сложились, сын остался с Великовской.
В 2005 году окончила театрально-декорационное отделение МАХУ. В том же году работала на киностудии «Анимафильм», где встретилась с режиссёром Ильёй Панкратовым и сделала для него декорации к фильму «Детство Королёва» на студии «Крыша».
В 2006 году прошла отборочные туры и поступила во Всероссийский государственный институт кинематографии им. С. А. Герасимова (ВГИК) на факультет анимации и мультимедиа в мастерскую Нормунда Лациса. Снова на платной основе.
В 2008 году, на втором курсе ВГИКа сделала кукольный фильм «Дорога на Вифлеем», который впечатлил Лациса, и тот перевёл её на бесплатное обучение. Фильм «Дорога на Вифлеем» получил две награды.
В 2009 году на третьем курсе сделала курсовой кукольный фильм «Мост», получивший десять наград.
В 2010 году на четвёртом курсе сделала очередной учебный кукольный фильм «Страницы страха», посвящённой теме Великой Отечественной войны. Фильм получил шесть наград.
В 2011 году окончила ВГИК с дипломным кукольным фильмом «Мой странный дедушка», который купил немецкий телеканал. Фильм был удостоен семи наград. Рецензентом на защите дипломной работы выступил Михаил Алдашин.
После окончания вуза Алдашин предложил Великовской обучаться в анимационной школе-студии «Шар», где она училась делать рисованную анимацию. Параллельно работала на фильме Веры Мякишевой «Перелётная» в качестве художника.
В 2012—2014 годах была педагогом во ВГИКе, в мастерской Владимира Виноградова на факультете анимации и мультимедиа.
В 2014 году окончила школу-студию «Шар», создав свой первый рисованный фильм «Про маму» (художественный руководитель Михаил Алдашин). С этого же года стала работать на студии «Пчела».
В 2016 году вышел фильм «Кукушка» на студии «Пчела».
В Санкт-Петербурге на фестивале «Начало» Великовская познакомилась со своим будущем мужем, немцем Флорианом Гролигом. Некоторое время жила в Германии, продолжая анимационную деятельность.
С 2018 года является членом Американской академии кинематографических искусств и наук. В том же году она стала лауреатом Премии президента РФ для молодых деятелей искусств.
Переезд в Германию повлёк за собой определённые психологические сложности и душевные переживания, связанные с расставанием с родителями на длительные периоды. В 2019 году Великовская попыталась выразить эти чувства в своём российско-немецком фильме «Узы». Техническое решение фильма варьировалось между рисованной анимацией и проволочной. Гролиг предложил использовать 3D-ручку, объединив два технических решения в одно. «Узы» стал первым фильмом, для анимации которого полностью использовалось технология 3D-ручки.
Великовская обобщает своё творчество следующими словами:
Все мои фильмы в разной степени автобиографичны, они касаются проблем семьи, в основном материнства.

## Фильмография
- Дорога на Вифлеем (учебный кукольный фильм, 2008)
- Мост (курсовой кукольный фильм, 2009)
- Страницы страха (учебный кукольный фильм, 2010)
- Мой странный дедушка (дипломным кукольный фильм, 2011)
- Про маму (рисованный фильм, 2014)
- Кукушка (кукольный фильм , 2016)
- Узы (объёмная анимационный фильм, 2019)

## Награды

### «Дорога на Вифлеем»
- Премия имени писателя Белова за лучший сценарий, фестиваль «Фрески севера»
- Диплом, фестиваль искусств «Апрель»[6]

### «Мост»
- Диплом за интерпретацию современной притчи, 29-й Международный студенческий фестиваль ВГИК (Москва, Россия)
- II премия за лучший анимационный фильм, XVII ОФ студенческих и дебютных фильмов «Святая Анна» (Москва, Россия)
- «Лучший анимационный фильм», Всероссийский фестиваль авторского короткометражного кино «Арткино» (Москва, Россия)
- Приз «За лучший студенческий фильм», III Фестиваль кукольного анимационного кино (Монреаль, Канада)
- Специальный приз «За соединение анимационных техник при создании атмосферы фильма», VIII Европейский международный фестиваль анимационных фильмов «Балканима» (Белград, Сербия)
- Приз «За лучший анимационный фильм», VII Казанский Международный фестиваль мусульманского кино (Казань, Республика Татарстан)
- Диплом в номинации «За актуальность темы», 7-й Международный благотворительный фестиваль «Лучезарный ангел» (Москва, Россия)
- Диплом «За трогательную семейную историю», 8-й Международный фестиваль анимационного кино «Tindirindis» (Литва)
- 3 место в номинации «Режиссёры XXI века», 15-й Всероссийский фестиваль визуальных искусств «Орленок» (Краснодарский край)
- Приз «За лучший студенческий фильм», 15-й Открытый российский фестиваль анимационного кино (Суздаль, Россия)[6]

### «Страницы страха»
- Приз «Лучший анимационный фильм», X Фестиваль студенческих фильмов «Питеркит» (Санкт-Петербург, Россия)
- Приз «За лучший анимационный фильм», МФКФ «Дебюты» (Москва, Россия)
- Приз в номинации «Лучшая студенческая работа», 16-й Международный фестиваль детского анимационного кино «Золотая рыбка» (Россия)
- Приз президента фестиваля «Надежда», V Международный кинофестиваль имени А. Тарковского «Зеркало» (Иваново, Россия)
- Специальный приз жюри «За новое решение антивоенной темы», 16-й Открытый российский фестиваль анимационного кино (Суздаль, Россия)
- Диплом «За смелость и мастерство», 30-й Международный студенческий фестиваль ВГИК (Москва, Россия)[6]

### «Мой странный дедушка»
- Приз «За лучший кукольный фильм», 17-й Открытый российский фестиваль анимационного кино (Суздаль, Россия)
- Приз «За лучший анимационный фильм», 14-й Международный фестиваль студенческого кино (Тель-Авив, Израиль)
- Приз «Бронзовый кадр», 12-й Фестиваль «Невиданное кино» (Таллин, Эстония)
- Диплом «За лучшую студенческую работу», XXI Международный кинофорум «Золотой Витязь» (Москва, Россия)
- Приз «За лучший анимационный фильм», 31-й Международный студенческий фестиваль ВГИК (Москва, Россия)[6]
- Лучший анимационный фильм, Открытый Санкт-Петербургский фестиваль фильмов студентов киношкол «Начало» (Санкт-Петербург, Россия)
- Диплом, Международный фестиваль анимационных фильмов «КРОК», (Киев, Украина)[7]

### «Про маму»
- Лучший сценарист, Национальная анимационная премия «Икар» (Москва, Россия)
- Приз «За лучший анимационный фильм», 38-й Международный фестиваль кино для детей LUCAS (Франкфурт-на-Майне, Германия)[8]
- Европейская анимационная премия «Emilie» (Лилль, Франция)[9]
- Приз «За лучший фильм» программы «Elephant», XII Международный фестиваль анимационного кино ANIMATEKA (Любляна, Словения)[10]
- Первое место в категории «Анимация 18+», 45-й Международный кинофестиваль «Giffoni» (Салерно, Италия)[11]

### «Кукушка»
- Лучший анимационный фильм, Национальная премия кинокритики и кинопрессы «Белый слон» (Москва, Россия)
- Премия «Ника» за «Лучший анимационный фильм», Российской академией кинематографических искусств «Ника» (Москва, Россия)[7]
- Гран-при «Брко», Фестивале немого кино в Загребе (Загреб, Хорватия)[12]
- Приз «За лучший короткометражный анимационный фильм» XIII Международный фестиваль анимационного кино в Варне (Варна, Болгария)[13]

### «Узы»
- Гран-при, 24-й Открытый российский фестиваль анимационного кино (Суздаль, Россия)[7]